# Yelena Makoyed
Yelena Ivanovna Makoyed (ros. Елена Ивановна Макоед ;ur. 3 maja 2001) – amerykańska zapaśniczka walcząca w stylu wolnym. Czwarta w Pucharze Świata w 2022. Pierwsza na MŚ U-23 w 2024. Mistrzyni panamerykańska juniorów w 2021 roku. 
Zawodniczka Bella Vista High School i North Central College z Naperville. Mieszka w Orangevale.